# Infinite Dreams
Singles de Iron Maiden
The Clairvoyant (live) Holy Smoke
Infinite Dreams est un single du groupe de heavy metal britannique Iron Maiden.
C'est le quatrième single extrait de l'album "Seventh Son of a Seventh Son".

## Pistes
1. Infinite Dreams (live) − 6:04
2. Killers (live) 5:03
3. Still Life (live) 4:37

## Crédits
- Bruce Dickinson – chant
- Dave Murray – guitare
- Adrian Smith – guitare, chœurs
- Steve Harris – basse, chœurs
- Nicko McBrain – batterie